# Доплеров ефекат
Доплеров ефекат је појава да услед релативног кретања пријемника или извора долази до мењања фреквенције таласа. Ако се пријемник и предајник крећу један ка другом, фреквенција се помера навише (расте), а ако се пријемник и предајник крећу један од другог, фреквенција се помера наниже (опада). На пример, Доплеров ефекат можемо приметити на ауто-путу: бука коју мотор аутомобила прави док нам се приближава другачија је од оне коју чујемо док се од нас удаљава.
Изузетно је значајна примена Доплеровог ефекта у астрономији, астрофизици, медицини и у конструкцији Доплер радара (радар који одређује брзину кретања објекта, нпр. авиона)
Формула за израчунавање фреквенције пријемника у случају релативног приближавања (тада је у бројиоцу „+”, а у имениоцу „–”) или релативног удаљавања (тада је у бројиоцу „–”, а у имениоцу „+”):
{\displaystyle \nu _{L}={\frac {u\pm v_{L}}{u\mp v_{S}}}\cdot \nu _{S}}
Легенда: 
- {\displaystyle \nu _{L}} — фреквенција пријемника (фреквенција коју слушалац чује)
- {\displaystyle \nu _{S}} — фреквенција предајника (извора)
- {\displaystyle u} — брзина звука у ваздуху (330 m/s)
- {\displaystyle v_{L}} — брзина пријемника (слушаоца)
- {\displaystyle v_{S}} — брзина предајника (извора)

Уобичајени пример Доплеровог померања је промена висине тона која се чује када се возило које труби приближава и удаљава од посматрача. У поређењу са емитованом фреквенцијом, примљена фреквенција је већа током приближавања, идентична у тренутку проласка, а нижа током удаљавања. Разлог за Доплеров ефекат је тај што када се извор таласа креће ка посматрачу, сваки следећи таласни врх се емитује са позиције ближе посматрачу од врха претходног таласа.

## Историја
Доплер је први пут предложио овај ефекат 1842. године у својој расправи „Über das farbige Licht der Doppelsterne und einiger anderer Gestirne des Himmels“ (О обојеној светлости бинарних звезда и неких других звезда на небу). хипотезу је тестирао Бајс Балот за звучне таласе 1845. године. Он је потврдио да је висина звука била већа од емитоване фреквенције када му се извор звука приближио, и нижa од емитоване фреквенције када се извор звука удаљавао од њега. Иполит Физо је независно открио исти феномен на електромагнетним таласима 1848. (у Француској се ефекат понекад назива „ефет Доплер-Физоа“, али то име није усвојио остатак света пошто је Физоово откриће било шест година након Доплеровог предлога). У Британији је Џон Скот Расел направио експерименталну студију Доплеровог ефекта (1848).

## Анализа
Важно је разумети да се фреквенција звука који извор емитује у ствари не мења. Како бисмо разумели шта се дешава, размотримо следећу аналогију. Неко баца по једну лопту сваке секунде у правцу неког човека. Претпоставимо да се лопте крећу константном брзином. Ако се особа која баца лопте не помера (као ни особа ка којој се лопте бацају), до човека ће по једна лопта стизати сваког секунда. Но ако се особа која баца лопте креће према човеку, до њега ће лопте стизати чешће. Супротно важи ако се особа која баца лопте креће од човека.
Ако покретни извор емитује таласе кроз средину, стварне фреквенције {\displaystyle \nu }0, тада посматрач који мирује у односу на средину детектује таласе фреквенције {\displaystyle \nu } дате формулом:
{\displaystyle \nu =\nu _{0}\left({\frac {v}{v+v_{s,r}}}\right)}
где је v брзина таласа у средини, а vs, r радијална (дуж праве која спаја извор и посматрача) брзина извора таласа у односу на средину (позитивна ако се креће од посматрача, а негативна ако се креће ка посматрачу) према посматрачу.
Слична анализа за покретног посматрача и мирујући извор даје уочену фреквенцију (брзина посматрача је представљена као vo):
{\displaystyle \nu =\nu _{0}\left(1-{\frac {v_{0}}{v}}\right)}
где иста конвенција важи: vo је позитивно ако се посматрач удаљава од извора, а негативно ако се посматрач приближава извору.
Ово се може уопштити у једну векторску једначину. Узмимо координатни систем који мирује у односу на средину, у којој је брзина звука {\displaystyle c}. Извор {\displaystyle s} се креће брзином {\displaystyle {\vec {v}}_{s}} и емитује таласе фреквенције {\displaystyle \nu _{s}}. Пријемник {\displaystyle r} се креће брзином {\displaystyle {\vec {v}}_{r}}, а јединични вектор од {\displaystyle s} до {\displaystyle r} је {\displaystyle {\vec {n}}} (т. ј. {\displaystyle {\vec {r}}_{r}-{\vec {r}}_{s}={\vec {n}}|{\vec {r}}_{r}-{\vec {r}}_{s}|}). Тада се фреквенција {\displaystyle \nu _{r}} коју пријемник опажа добија формулом
{\displaystyle {\frac {\nu _{r}}{\nu _{s}}}={\frac {1-{\vec {n}}\cdot {\vec {v}}_{r}/c}{1-{\vec {n}}\cdot {\vec {v}}_{s}/c}}}
Ако је {\displaystyle v_{s}\ll c}, тада промена фреквенције зависи углавном од релативне брзине извора у односу на пријемник:
{\displaystyle {\frac {\nu _{r}}{\nu _{s}}}\approx 1-{\vec {n}}\cdot ({\vec {v}}_{r}-{\vec {v}}_{s})/c}
Или, алтернативно:
{\displaystyle {\frac {\Delta \nu }{\nu _{s}}}={\frac {\nu _{r}-\nu _{s}}{\nu _{s}}}\approx -{\vec {n}}\cdot ({\vec {v}}_{r}-{\vec {v}}_{s})/c\,=-{\vec {n}}\cdot ({\Delta }{\vec {v}})/c}
Светлосним таласима није потребна средина за простирање, и за тачно разумевање Доплеровог ефекта код светлости је неопходна Специјална теорија релативности. Види релативистички Доплеров ефекат.

## Примене

### Свакодневне појаве
Тон сирене полицијског аутомобила који пролази поред посматрача у почетку је виши него кад аутомобил (и сирена) мирује. Како аутомобил прилази, тон сирене постаје све дубљи, и постаје дубљи од тона мирујуће сирене кад аутомобил прође поред слушаоца. Астроном Џон Добсон је овај ефекат објаснио на следећи начин:
Тон сирене се постепено мења, јер те аутомобил није ударио.
Другим речима, да је сирена прилазила посматрачу директно, тон би био константан и виши од уобичајеног (јер је vs, r само радијална компонента брзине) све док аутомобил не би ударио посматрача, а затим би тон у тренутку скочио на нову, дубљу вредност. Разлика између вишег тона и тона при мировању била би иста као разлика између нижег тона и тона при мировању. Како возило пролази поред посматрача, радијална брзина није константна, већ се мења као функција угла између његове линије погледа и брзине сирене:
{\displaystyle v_{s,r}=v_{s}\cdot \cos {\theta }}
где је vs брзина објекта (извора таласа) у односу на посматрача, а {\displaystyle \theta } је угао између вектора брзине објекта и праве која води од посматрача ка објекту.

### Астрономија
Доплеров ефекат код електромагнетних таласа као што је светлост, од великог је значаја у астрономији, и доводи до такозваног црвеног помака или плавог помака. Користи се за мерење брзине којом нам се звезде или галаксије примичу или одмичу.
Доплеров ефекат за светлост је од користи у астрономији захваљујући чињеници да спектар којим звезде зраче није непрекидан. Звезде показују апсорпционе линије на фреквенцијама које су у вези са енергијама неопходним да побуде електроне различитих хемијских елемената да пређу са једног енергетског нивоа на други. Доплеров ефекат је препознатљив у чињеници да апсорпционе линије нису увек на фреквенцијама које се добијају код статичног извора светла. Како плаво светло има већу фреквенцију него црвено светло, спектралне линије светла које емитују прилазећа астрономска тела се померају ка плавој, док се спектралне линије код тела која се одмичу померају ка црвеној боји.
Такође, Доплеров ефекат (црвени помак) светлости удаљених галаксија послужио је и као основа за формулисање Хабловог закона, који данас служи за грубу процену удаљених свемирских објеката.

### Мерење температуре
Још једна примена Доплеровог ефекта, која се најчешће среће у астрономији, је процена температуре гаса који емитује спектралну линију. Услед термалног кретања гаса, сваки емитер може бити померен мало ка плавој или црвеној, а укупан ефекат овога је ширење линије. Овако добијен облик линије се назива Доплеровим профилом, и ширина линије је пропорционална квадратном корену температуре гаса. Захваљујући овоме можемо да користимо ове линије за мерење температуре емитујућег гаса удаљених звезда.

### Радар
Доплеров ефекат се користи и у неким врстама радара, како би се измерила брзина детектованог објекта. Зрак из радара се испаљује према покретној мети (на пример аутомобилу, јер овакве радаре често користи полиција за откривање пребрзе вожње), док се мета удаљава од радара. Сваки наредни талас мора да пређе већу раздаљину како би погодио мету, пре него што се одбије назад ка извору. Како сваки следећи талас путује дуже, размак између њих се повећава, па се повећава и таласна дужина (а фреквенција се смањује). Радарски зрак може да се испаљује и према мети која се приближава, и у том случају сваки наредни талас прелази мању раздаљину, па се таласна дужина смањује (а фреквенција повећава).

### Медицински снимци и мерење протока крви
Ехокардиограм може, уз извесна ограничења, да произведе тачну процену смера тока крви и брзину протока крви и срчаног ткива у било којој произвољној тачки путем Доплеровог ефекта. Једно од ограничења је да ултразвучни зрак мора бити што ближи паралелном положају на правац протицања крви. Мерења брзине омогућавају процену области срчаних залисака и функција, било какву абнормалну комуникацију између леве и десне стране срца, било какво цурење крви кроз залиске и било какав прорачун.

### Мерење протока
Инструменти као што су ласерски и акустични Доплеров мерач брзине су конструисани како би се измерила брзина тока флуида. Оба мерача емитују светлосни или звучни талас и мере помак у таласној дужини одбијеног таласа од честица које теку. Стварни проток се добија као функција брзине флуида и смера. Ова техника омогућује

## Literatura
- Doppler, C. (1842). Über das farbige Licht der Doppelsterne und einiger anderer Gestirne des Himmels (About the coloured light of the binary stars and some other stars of the heavens). Publisher: Abhandlungen der Königl. Böhm. Gesellschaft der Wissenschaften (V. Folge, Bd. 2, S. 465–482) [Proceedings of the Royal Bohemian Society of Sciences (Part V, Vol 2)]; Prague: 1842 (Reissued 1903).
- "Doppler and the Doppler effect", E. N. da C. Andrade, Endeavour Vol. XVIII No. 69, January 1959 (published by ICI London). Historical account of Doppler's original paper and subsequent developments.
- Nolte, David D. (2020). „The fall and rise of the Doppler effect”. Physics Today. 73 (3): 30—35. Bibcode:2020PhT....73c..30N. S2CID 216322425. doi:10.1063/PT.3.4429.
- Adrian, Eleni (24. 6. 1995). „Doppler Effect”. NCSA. Архивирано из оригинала 12. 5. 2009. г. Приступљено 2008-07-13.
- Fleisch, D.; Kinnaman, L. (2015). A student's guide to waves. Cambridge: Cambridge University Press. Bibcode:2015sgw..book.....F. ISBN 978-1107643260.
- Campbell, Murray; Greated, Clive (2001). The musician's guide to acoustics (Repr. изд.). Oxford: Oxford University Press. ISBN 978-0198165057.
- French, A.P. (1971). Vibrations and Waves (M.I.T. Introductory physics series). Nelson Thornes. ISBN 978-0-393-09936-2. OCLC 163810889.
- Hall, D.E. (1980). Musical Acoustics: An Introduction. Belmont, CA: Wadsworth Publishing Company. ISBN 978-0-534-00758-4.
- Hunt, Frederick Vinton (1978). Origins in acoustics. Woodbury, NY: Published for the Acoustical Society of America through the American Institute of Physics. ISBN 978-0300022209.
- Ostrovsky, L.A.; Potapov, A.S. (1999). Modulated Waves, Theory and Applications. Baltimore: The Johns Hopkins University Press. ISBN 978-0-8018-5870-3.
- Griffiths, G.; Schiesser, W.E. (2010). Traveling Wave Analysis of Partial Differential Equations: Numerical and Analytical Methods with Matlab and Maple. Academic Press. ISBN 9780123846532.
- Crawford jr.,  Frank S..   Waves (Berkeley Physics Course, Vol. 3). 1968. ISBN 978-0070048607.. McGraw-Hill,   Free online version
- A. E. H. Love (1944). A Treatise on The Mathematical Theory of Elasticity. New York: Dover.
- E.W. Weisstein. „Wave velocity”. ScienceWorld. Приступљено 2009-05-30.